# Miconia saxatilis
Miconia saxatilis är en tvåhjärtbladig växtart som beskrevs av James Francis Macbride. Miconia saxatilis ingår i släktet Miconia och familjen Melastomataceae. Inga underarter finns listade i Catalogue of Life.